# Notacija orbifold
Notacija orbifold je v geometriji sistem, ki pomaga prikazovati simetrijske grupe v dvorazsežnem prostoru, ki ima konstantno ukrivljenost. Prednost te vrste notacije je v tem, da opisuje te grupe na način, ki označuje mnoge značilnosti grup. 
Notacijo je izumil ameriški matematik William Thurston (rojen 1946), populariziral pa jo je  angleški matematik John Horton Conway (rojen 1937).

## Definicija notacije
Naslednje vrste evklidskih transformacij so možne v grupi, ki jo opisuje notacija orbifold:
- zrcaljenje preko premice (ali ravnine)
- translacija s pomočjo vektorja
- vrtenje končnega reda okoli točke
- neskončno vrtenje okoli premice v trirazsežnem prostoru
- zrcaljenje-drsenje (to je zrcaljenje, ki mu sledi translacija

Vse translacije, ki nastopajo, sestavljajo nezvezno podgrupo grup simetrije.
Vsaka grupa je v notaciji orbifold označena s končnim zaporedjem znakov, ki so lahko
- pozitivna cela števila {\displaystyle 1,2,3,\dots }
- znak za neskončnost {\displaystyle \infty }
- zvezdica, *
- znak {\displaystyle o}
- znak {\displaystyle x}

Znaki, zapisani v mastnem tisku predstavljajo simetrijsko grupo v evklidskem trirazsežnem prostoru.
Vsak znak pripada drugi transformaciji:
- celo število n na levi strani zvezdice označuje  vrtenje reda n okoli točke
- celo število n desno od zvezdice je transformacija reda 2n , ki pomeni vrtenje okoli točke in zrcaljenje   preko premice (ali ravnine)
- x pomeni zrcaljenje  z drsenjem
- znak {\displaystyle \infty } pomeni neskončno vrtilno simetrijo preko premice; pojavi se lahko samo za mastno zapisane grupe. Lahko rečemo, da so te grupe podgrupe  simetrij v evklidski ravnini s samo eno neodvisno translacijo.  Frizijske grupe nastopajo na ta način.
- posebni znak o označuje, da sta natanko dve linearno neodvisni translaciji.

## Kiralnost in akiralnost
Objekt je kiralen, če njegova grupa simetrije ne vsebuje zrcaljenja. V nasprotnem primeru je akiralen. Pripadajoči orbifold je orientabilen v primeru kiralnosti, sicer pa je neorientabilen. 

## Eulerjeva karakteristika
Eulerjeva karakteristika orbifolda se lahko prebere iz Conwayjevega simbola. Vsak znak ima svoj pomen :
- n brez ali pred njo  šteje kot {\displaystyle {\frac {n-1}{n}}}
- n za zvezdico šteje kot {\displaystyle {\frac {n-1}{2n}}}
- zvezdica in x šteje kot 1
- {\displaystyle o} šteje kot 2

Z odštevanjem vsote teh vrednosti od 2 dobimo Eulerjevo karakteristiko.
Če je vsota tega enaka 2, je red neskončen. To pa pomeni, da notacija predstavlja tapetno ali frizijsko grupo.

## Enake grupe
Naslednje grupe so izomorfne:
- 1* in *11
- 22 in 221
- *22 in *221
- 2* in 2*1

## Drugi objekti
Simetrija dvorazsežnih objektov brez translacijske simetrije se lahko opiše z vrsto trirazsežne simetrije z dodajanjem tretje razsežnosti tako, da ne doda ali odstrani simetrijo. 
| Prava snežinka ima simetrijo *66. | petkotnik ima simetrijo *55, celotna slika s puščicami pa 55. | Zastava Hong Konga ima 5 kratno simetrijo vrtenja, 55. |

## Pripadajoče tabele

### Sferni
| oznaka orbifold                        | Coxeter           | Schönflies        | Hermann–Mauguin   | Order             |
| poliederska grupa                      | poliederska grupa | poliederska grupa | poliederska grupa | poliederska grupa |
| -------------------------------------- | ----------------- | ----------------- | ----------------- | ----------------- |
| *532                                   | [3,5]             | Ih                | 53m               | 120               |
| 532                                    | [3,5]+            | I                 | 532               | 60                |
| *432                                   | [3,4]             | Oh                | m3m               | 48                |
| 432                                    | [3,4]+            | O                 | 432               | 24                |
| *332                                   | [3,3]             | Td                | 43m               | 24                |
| 3*2                                    | [3+,4]            | Th                | m3                | 24                |
| 332                                    | [3,3]+            | T                 | 23                | 12                |
| diedrska in ciklične grupe: n=3,4,5... |                   |                   |                   |                   |
| *22n                                   | [2,n]             | Dnh               | n/mmm ali 2nm2    | 4n                |
| 2*n                                    | [2+,2n]           | Dnd               | 2n2m ali nm       | 4n                |
| 22n                                    | [2,n]+            | Dn                | n2                | 2n                |
| *nn                                    | [n]               | Cnv               | nm                | 2n                |
| n*                                     | [2,n+]            | Cnh               | n/m ali 2n        | 2n                |
| nx                                     | [2+,2n+]          | S2n               | 2n ali n          | 2n                |
| nn                                     | [n]+              | Cn                | n                 | n                 |
| posebni primeri                        |                   |                   |                   |                   |
| *222                                   | [2,2]             | D2h               | 2/mmm ali 22m2    | 8                 |
| 2*2                                    | [2+,4]            | D2d               | 22m ali 2m        | 8                 |
| 222                                    | [2,2]+            | D2                | 22                | 4                 |
| *22                                    | [2]               | C2v               | 2m                | 4                 |
| 2*                                     | [2,2+]            | C2h               | 2/m ali 22        | 4                 |
| 2x                                     | [2+,4+]           | S4                | 2 ali 2           | 4                 |
| 22                                     | [2]+              | C2                | 2                 | 2                 |
| *221                                   | [1,2]             | D1h               | 1/mmm ali 21m2    | 4                 |
| 2*1                                    | [2+,2]            | D1d               | 212m ali 1m       | 4                 |
| 221                                    | [1,2]+            | D1                | 12                | 2                 |
| *11                                    | [ ]               | C1v               | 1m                | 2                 |
| 1*                                     | [2,1+]            | C1h               | 1/m ali 21        | 2                 |
| 1x                                     | [2+,2+]           | S2                | 21 ali 1          | 2                 |
| 11                                     | [ ]+              | C1                | 1                 | 1                 |

### Evklidska ravnina

#### Frizijske grupe
| notacije | notacije | notacije | notacije    | opis | zgledi |
| IUC | orbifold | Coxeter  | Schönflies* | opis | zgledi |
| --- | -------- | -------- | ----------- | --- | ------ |
| p1 | ∞∞       | [∞,1]+   | C∞          | Samo translacije. Ta grupa se generira posamezno, z generatorjem, ki je najmanjša razdalja v kateri se vzorec še ponavlja. Abstraktna grupa: Z, grupa celih števil pod seštevanjem. |        |
| p11g | ∞x       | [∞+,2+]  | S∞          | Drsenje-zrcaljenje in translacije. Ta grupa se generira z drsnim zrcaljenjem skupaj s translacijami, ki so kombinacije dveh drsnih zrcaljenj. Abstraktna grupa: Z |        |
| p11m | ∞*       | [∞+,2]   | C∞h         | Translacije v horizontalni smeri in drsno zrcaljenje. Ta grupa se generira s translacijo in zrcaljenjem v horizontalni osi. Abstraktna grupa: Z × Z2 |        |
| p1m1 | *∞∞      | [∞,1]    | C∞v         | Translacije in zrcaljenje vzdolž vertikalnih črt. Ta grupa je ista kot netrivialna grupa v enorazsežnem primeru.Generirana je s translacijo in zrcaljenjem v vertikalni osi. Elementi v tej grupi odgovarjajo izometrijam (ali enakovredno bijektivnim afinim transformacijam) množice celih števil in je tako izomorfna množici polneposrednih produktov s celimi števili z Z2. Abstraktna grupa: Dih∞, neskončna diedrska grupa. |        |
| p2 | 22∞      | [∞,2]+   | D∞          | Translacije in vrtenja za 180°. Grupa se generira s translacijo in vrtenjem za 180° . Abstraktna grupa: Dih∞ |        |
| p2mg | 2*∞      | [∞,2+]   | D∞d         | Zrcaljenje preko določenih vertikalnih črt, drsno zrcaljenje, translacije in vrtenja. Translacije v tem primeru nastanejo z drsnim zrcaljenjem. Ta grupa se generira z drsnim zrcaljenjem ali vrtenjem ali vertikalnim zrcaljenjem. Abstraktna grupa: Dih∞ |        |
| p2mm | *22∞     | [∞,2]    | D∞h         | Translacije, drsno zarcaljenje, zrcaljenje v obeh oseh in vrtenja za 180°. Ta grupa je "največja" frizijska grupa in potrebuje tri generatorje z eno skupino generatojev, ki so sestavljeni iz translacije in zrcaljenja v horizontalni osi in zrcaljenja preko vertikalne osi. Abstraktna grupa: Dih∞ × Z2 |        |
| *Schönfliesova notacija točkovne grupe je tukaj razširjena kot neskončni primer ekvivalenta diedrskih točkovnih simetrij. |          |          |             | |        |

#### Tapetne grupe
| oznaka orbifold | Coxeter     | Hermann–Mauguin | Speiser Niggli | Polya Guggenhein | Fejes Toth Cadwell |
| --------------- | ----------- | --------------- | -------------- | ---------------- | ------------------ |
| *632            | [6,3]       | p6m             | C(I)6v         | D6               | W16                |
| 632             | [6,3]+      | p6              | C(I)6          | C6               | W6                 |
| *442            | [4,4]       | p4m             | C(I)4          | D*4              | W14                |
| 4*2             | [4+,4]      | p4g             | CII4v          | Do4              | W24                |
| 442             | [4,4]+      | p4              | C(I)4          | C4               | W4                 |
| *333            | [3[3]]      | p3m1            | CII3v          | D*3              | W13                |
| 3*3             | [6,3+]      | p31m            | CI3v           | Do4              | W23                |
| 333             | [3[3]]+     | p3              | CI3            | C3               | W3                 |
| *2222           | [∞,2,∞]     | pmm             | CI2v           | D2kkkk           | W2                 |
| 2*22            | [∞,2+,∞]    | cmm             | CIV2v          | D2kgkg           | W12                |
| 22*             | [(∞,2)+,∞]  | pmg             | CIII2v         | D2kkgg           | W32                |
| 22x             | [∞+,2+,∞+]  | pgg             | CII2v          | D2gggg           | W42                |
| 2222            | [∞,2,∞]+    | p2              | C(I)2          | C2               | W2                 |
| **              | [∞,2,∞+]    | pm              | CIs            | D1kk             | W21                |
| *x              | [∞,2+,∞+]   | cm              | CIIIs          | D1kg             | W1                 |
| xx              | [(∞,2)+,∞+] | pg              | CII2           | D1gg             | W31                |
| o               | [∞+,2,∞+]   | p1              | C(I)1          | C1               | W1                 |

### Hiperbolična ravnina
Prvih nekaj hiperboličnih grup, urejenih po njihovih orbifold značilnostih je:
| (-1/znak) | orbifold                                            | Coxeter                                                               |
| --------- | --------------------------------------------------- | --------------------------------------------------------------------- |
| (84)      | *237                                                | [7,3]                                                                 |
| (48)      | *238                                                | [8,3]                                                                 |
| (42)      | 237                                                 | [7,3]+                                                                |
| (40)      | *245                                                | [5,4]                                                                 |
| (24)      | *2.3.12, *246, *334, 3*4, 238                       | [12,3], [6,4], [(4,3,3)], [3+,8], [8,3]+                              |
| (20)      | *2.3.15, *255, 5*2, 245                             | [15,3], [5,5], [5+,4], [5,4]+                                         |
| (18+2/3)  | *247                                                | [7,4]                                                                 |
| (18)      | *2.3.18, 239                                        | [18,3], [9,3]+                                                        |
| (16)      | *2.3.24, *248                                       | [24,3], [8,4]                                                         |
| (15)      | *2.3.30, *256, *335, 3*5, 2.3.10                    | [30,3], [6,5], [(5,3,3)], [3+,10], [10,3]+                            |
| (14+2/5)  | *2.3.36, *249                                       | [36,3], [9,4]                                                         |
| (13+1/3)  | *2.3.60, *2.4.10                                    | [60,3], [10,4]                                                        |
| (13+1/5)  | *2.3.66, 2.3.11                                     | [66,3], [11,3]+                                                       |
| (12+8/11) | *2.3.105, *257                                      | [105,3], [7,5]                                                        |
| (12+4/7)  | *2.3.132, *2.4.11 ... *23∞, *2.4.12, *266, 6*2      | [132,3], [11,4], ..., [∞,3], [12,4], [6,6], [6+,4]                    |
| (12)      | *336, 3*6, *344, 4*3, *2223, 2*23, 2.3.12, 246, 334 | [(6,3,3)], [3+,12], [(4,4,3)], [4+,6], ... [12,3]+, [6,4]+ [(4,3,3)]+ |
| ...       |                                                     |                                                                       |